# Brauerei Falkenstein
Die Brauerei Falkenstein ist eine Bierbrauerei in Lienz und die einzige größere Brauerei in Osttirol. Die Brauerei wurde im Jahr 1900 gegründet und 1918 durch die Gösser Brauerei AG erworben. Heute gehörte die Brauerei zum Konzern Heineken N.V. und produziert vor allem Biere der Marke Gösser Märzen, seit September 2021 auch eine „alte“ Marke, deren Produktion vor mehr als 50 Jahren eingestellt wurde, das „Bürgerbräu Innsbruck“, ein traditionelles helles Bier.

## Geschichte
Die Brauerei wurde von dem gebürtigen Matreier Johann Baptist Steiner gegründet, der seine Brauerlehre in Böhmen absolviert hatte. Zuletzt hatte Steiner dabei als Braumeister in Troppau gearbeitet. Nach seiner Rückkehr nach Osttirol gründete Steiner im Jahr 1900 die „Erste Osttiroler Dampfbierbrauerei“, wobei er das „Braustübl“ in Lienz erwarb und außerhalb der Stadt eine moderne Brauerei begründete. Steiner stieß damit in eine Marktlücke vor, da es zu dieser Zeit nur einige kleine Hausbrauereien in Lienz, Matrei und Prägraten gab. Zumeist konsumierte die Bevölkerung jedoch Rotwein aus Südtirol.
Seinen Namen verdankt die Brauerei Falkenstein dem gleichnamigen Felsen in Steiners Heimatdorf Glanz. Er legte die Brauerei beidseits der Pustertaler Straße an, wobei er die hierfür notwendigen Grundstücke 1901 vom Kloster der Dominikanerinnen in Lienz erwarb. 1902 erfolgte die Errichtung der Betriebsgebäude. Steiner gelang es in der Folge den Ausstoß der Brauerei schnell auf 40.000 hl zu erhöhen, wobei er sein Bier nicht nur in Osttirol verkaufte, sondern auch in Oberkärnten und Südtirol bis Bruneck vertrieb. Durch den Ausbruch des Ersten Weltkriegs war Steiner jedoch gezwungen, den Braubetrieb auf Grund von Materialknappheit einstellen. Zudem wurden die Buntmetalle des Sudhauses für die Kriegswirtschaft benötigt. Als der Krieg zu Ende gegangen war, brach der Brauerei zudem der Absatzmarkt in Südtirol weg. Bereits 1917 war die Brauerei geschlossen worden, 1918 erfolgte der Verkauf an die Gösser Brauerei AG. In der Folge wurde die Produktion 1920 wieder aufgenommen.
1925 beschäftigte die Brauerei wieder 50 Mitarbeiter, betrieb mehrere Lastkraftwägen sowie ein Elektrizitätswerk und ein Sägewerk. Nach dem Zweiten Weltkrieg konnte die Brauerei Falkenstein 1946 wieder einen Ausstoß von 11.751 hl erreichen. 1977 wurde sie mit der Brauerei Gösser und den Brauereien Reininghaus und Puntigamer Teil der Steirerbrau AG. Diese wurde 1992 von der Brau-Beteiligungs AG geschluckt, die 1993 in der Brau Union Österreich AG aufging. Diese wiederum wurde 2003 Teil des Heineken-Konzerns.

## Baubeschreibung
Trotz Modernisierungsmaßnahmen blieb die Struktur des für die Zeit um 1900 typischen Industriegebäudes erhalten, wobei vor allem die kleinteilig verglasten, segmentbogig geschlossenen Fensterflächen und die asymmetrischen Fassaden als typisch gelten. Im Zentrum der Industrieanlage befindet sich das Sudhaus mit dem Verwaltungstrakt. Es handelt sich dabei um einen dreigeschoßigen Bau über rechteckigem Grundriss, wobei der Verwaltungstrakt leicht vorkragt. Nach der Übernahme der Brauerei durch die Gösser Brauerei AG erhielt die Anlage westseitig zudem einen dreiachsigen Risalit-Trakt, dem die ursprünglichen Schornsteine weichen mussten. Zum ursprünglichen Bestand der Brauerei gehört auch das an der Westseite der Straße gelegene Restaurantgebäude. Im Osten des Geländes wurde die ursprüngliche Anlage um Lager- und Verladehallen erweitert.